# Serhij Nazarenko
Serhij Jurijowycz Nazarenko, ukr. Сергій Юрійович Назаренко (ur. 16 lutego 1980 w Kirowohradzie) – ukraiński piłkarz grający na pozycji defensywnego pomocnika, reprezentant Ukrainy.

## Kariera piłkarska

### Kariera klubowa
Nazarenko pochodzi z miasta Kirowohrad. Tam też rozpoczął piłkarską karierę w klubie Zirka Kirowohrad, ale już w 1999 roku przeniósł się do pierwszoligowego FK Dnipro. Wtedy też zadebiutował w lidze i w debiutanckim sezonie zaliczył 18 meczów i 2 gole. Przez kolejny sezon Nazarenko nie grał, a do gry wrócił w sezonie 2001/2002 i wtedy to zajął z Dnipro 6. miejsce w ukraińskiej ekstraklasie oraz wystąpił w rozgrywkach Pucharu UEFA. W 2003 roku Serhij zajął 4. miejsce, a rok później -3. i wystąpił też w finale Pucharu Ukrainy, który Dnipro przegrało 0:2 z Szachtarem Donieck. W sezonie 2004/2005 Nazarenko znów zagrał w Pucharze UEFA, a w lidze zajął 4. miejsce. W sezonie 2005/2006 dotarł z Dnipro do fazy grupowej Pucharu UEFA, w sezonie 2006/2007 zajął 4. lokatę w rozgrywkach ligowych. 18 czerwca 2011 przeszedł do Tawrii Symferopol. 23 kwietnia 2014 roku z powodu nieotrzymania przez dłuższy czas wypłaty anulował kontrakt z krymskim klubem. W lipcu 2014 zasilił skład Czornomorca Odessa. 27 stycznia 2015 za obopólna zgodą kontrakt został anulowany. W lutym 2015 przeszedł do Metalista Charków. Na początku listopada 2015 opuścił charkowski klub. W lutym 2016 wrócił do Dnipra. 12 stycznia 2017 po wygaśnięciu kontraktu opuścił dniprowski klub.
| Sezon   | Klub      | Kraj    | Rozgrywki                | Mecze | Bramki |
| ------- | --------- | ------- | ------------------------ | ----- | ------ |
| 1999/00 | FK Dnipro | Ukraina | Wyszcza Liha             | 18    | 2      |
| 2000/01 | FK Dnipro | Ukraina | Wyszcza Liha             | 0     | 0      |
| 2001/02 | FK Dnipro | Ukraina | Wyszcza Liha             | 10    | 0      |
| 2002/03 | FK Dnipro | Ukraina | Wyszcza Liha             | 22    | 5      |
| 2003/04 | FK Dnipro | Ukraina | Wyszcza Liha             | 23    | 3      |
| 2004/05 | FK Dnipro | Ukraina | Wyszcza Liha             | 27    | 6      |
| 2005/06 | FK Dnipro | Ukraina | Wyszcza Liha             | 28    | 4      |
| 2006/07 | FK Dnipro | Ukraina | Wyszcza Liha             |       |        |
|         |           |         | Łącznie w Wyszczej Lidze | 128   | 20     |

### Kariera reprezentacyjna
W reprezentacji Ukrainy Nazarenko zadebiutował 11 października 2003 w wygranym 3:0 meczu z Macedonią. W 2006 roku został powołany do kadry na Mistrzostwa Świata w Niemczech, na których był rezerwowym zawodnikiem i zagrał 59 minut ćwierćfinałowego meczu z Włochami.

## Sukcesy i odznaczenia

### Sukcesy klubowe
- brązowy medalista Mistrzostw Ukrainy: 2004
- finalista Pucharu Ukrainy: 2004

### Sukcesy reprezentacyjne
- ćwierćfinalista Mistrzostw Świata: 2006

### Odznaczenia
- tytuł Mistrza Sportu Klasy Międzynarodowej: 2005[8]
- Order „Za odwagę” III klasy: 2006[9]